# KK Mislav
KK "Podstrana" hrvatski je košarkaški klub iz Podstrane, Splitsko-dalmatinska županija. Trenutačno (sezona 2023./24.) se natječe u Prvoj muškoj ligi.

## Povijest
Klub je pod nazivom KK "Mislav" osnovan je 1991. godine. Klub se pretežno natjecao u južnoj skupini B-1 lige, A-2 lige i Druge muške lige. 
 
2023. godine ostvaruju plasman u Prvu mušku ligu, te dolazi do promjene imena kluba u KK "Podstrana".

## Uspjesi
A-2 liga – Jug
- prvaci: 2006./07.
- drugoplasirani: 2014./15.

Druga muška liga – Jug
- prvaci: 2022./23.
- drugoplasirani: 2021./22.

B-1 liga – Jug
- prvaci: 1999./2000.
- drugoplasirani: 1998./99., 2011./12., 2012./13.

 nepotpun popis 

## Poznati igrači
U Mislavu su igrali neki igrači koji su karijeru poslije nastavili u prvoligaškim klubovima, poput Josipa Glavinića.

## Vanjske poveznice
- Facebook
- HKS
- Eurobasket
- Basketball.hr